# Angloquebequeses
Los angloquebequeses son aquellos residentes de la provincia canadiense de Quebec cuya lengua materna es el inglés (anglófonos), formando una comunidad lingüística minoritaria en dicha provincia, donde el idioma oficial (y mayoritario) es el francés. El censo de Statistics Canada de 2001 indicaba la presencia de 572.085 hablantes de inglés como lengua materna, es decir, alrededor del 8% de la población total de Quebec. 
La mayor parte de la población anglófona de Quebec reside en la región de Montreal, en particular en oeste de la ciudad (en West Island) donde se encontraba una red de bancos, instituciones sociales, económicos y culturales de lengua inglesa.
En cuanto a política, por lo general los anglófonos de Quebec tienden a votar por el partido Liberal de Quebec, el cual es federalista y promueve la permanencia de Quebec dentro de la unión canadiense. Asimismo, los anglófonos tienden a dejar Quebec para ir a otras provincias del resto de Canadá (ROC, en inglés: rest of Canada), particularmente durante los años setenta después de la implementación de la Ley 112 por el partido soberanista de Quebec.

## Personajes históricos anglo-quebequeses
- Aislin, (1942-...), caricatura
- John J.C. Abbott, (1821-1893), primer ministro de Canadá
- Maude Abbott, (1869-1940), científico
- Sidney Altman, (1939-...), premio Nobel de Química
- Melissa Auf der Maur, (1972-...), música
- Nick Auf der Maur, (1942-1998), periodista
- Saul Bellow (1915-2005), premio Nobel de Literatura
- William Ian Corneil Binnie, (1939-...), jurista
- Conrad Black, (1944-...), empresario
- Charles Bronfman, (1931-...), inversor
- Edgar Bronfman, Sr. (1929-...), inversor
- Samuel Bronfman, (1889-1971), distillateur
- Francois Cleyn, manufacturier de textil
- Leonard Cohen, (1934-...), poeta e cantautor
- Colleen Dewhurst (1924-1991), actriz de escena y de cine
- Edith Maude Eaton (1865-1914), autor
- Winnifred Eaton (1875-1954), autor
- Don Ferguson (1946-...), actor, guionista
- Reginald Fessenden (1866-1932), inversor, "padre de al radiodifusión de al voz humano"
- Glenn Ford (1916-2006), actor
- Huntley Gordon (1887-1956), actor
- Doug Harvey (1924-1989), jugador de hockey
- Prudence Heward (1896-1947), pintor
- Olivier Jones (1934-...), pianista de jazz
- Andy Kim (1946-...), cantante
- Naomi Klein (1970-...), periodista y autor
- Dane Lanken (1945-...), periodista
- Irving Layton (1912-2006), poeta
- Jack Layton (1950-...), jefe de Nuevo Partido Democrático federal
- Jaclyn Linetsky (1986-2003), actriz
- William Edmond Logan (1798-1875), geólogo
- John Lynch-Staunton (1930-...), hombre de negocios y de estado
- Robert MacNeil (1931-...), periodista y autor

### Artículo conexos
- Anglocanadiense
- Anglo-Nunavoianos

- Datos: Q2388245
- Multimedia: Anglophone culture in Quebec / Q2388245